# Filip Robar Dorin
Filip Robar Dorin, slovenski režiser in  scenarist, * 8. september 1940, Bor, Srbija, † 20. november 2023

## Študij
Na Filozofski fakulteti v Ljubljani je doštudiral primerjalno književnost in filozofijo, na Columbia College v Chicagu pa filmsko scenaristiko, režijo, kamero in montažo. Diplomiral je leta 1969.

## Delo
Na inštitutu Montesano v Gstaadu je dve leti poučeval filmsko prakso in zgodovino, nato je bil do leta 1980 asistent za filmsko režijo in igro na Akademiji za gledališče, radio, film in televizijo v Ljubljani. 
V začetku osemdesetih let je ustanovil eno prvih neodvisnih producentskih podjetij Filmske alternative, pozneje še Filmal Pro. Kot filmski ustvarjalec je posnel preko trideset kratkih in srednjemetražnih dokumentarnih in igranih filmov.

## Priznanja
Za igrano-dokumentarni film Ovni in mamuti je leta 1985 prejel glavno nagrado Grand Prix na Mednarodnem filmskem festivalu Mannheim-Heidelberg in bil nominiran za zlatega huga za najboljši film na Mednarodnem filmskem festivalu v Chichagu leta 1986.
Za film Veter v mreži je leta 1990 prejel nagrado Prešernovega sklada za »scenarij, režijo in montažo filma« ter zlato areno za režijo na Puljskem filmskem festivalu. Leta 2010 je prejel Badjurovo nagrado za »življenjsko delo na filmskem področju«, leta 2017 nagrado Franceta Štiglica za »življenjsko delo na področju filmske in TV režije« in leta 2019 še Prešernovo nagrado za življenjsko delo.

## Smrt
Pogreb za žaro v ožjem družinskem krogu je bil 24. novembra 2023 na pokopališču Srebrniče.

## Filmografija
- Opre roma III - Pot v gaj (2011, igrano dokumentarni)
- Bogdan Borčić (2009, srednjemetražni dokumentarni TV film)
- Veter se požvižga (2008, celovečerni igrani film)
- Vivat Kozina (2007, celovečerni igrano-dokumentarni TV film)
- Aven čhavora (2005, celovečerni dokumentarni film)
- Trdinov ravs (2005, celovečerni igrano-dokumentarni TV film)
- Slasti jezika - portret Milana Jesiha (1998, kratki dokumentarni TV film)
- Maša za moje ustreljene (1997, kratki dokumentarni TV film)
- Striptih (1995, celovečerni igrani TV film)
- Nebo nad Ženavljami ali Dan, ko nam je Evropa padla na glavo (1994, kratki igrano-dokumentarni TV film)
- Krka - poročilo o zdravju reke (1993, kratki dokumentarni TV film)
- Čudenja in zrenja (pesnik Jože Snoj) (1993, kratki dokumentarni TV film)
- B. E. R. N. I. K. (1992, celovečerni dokumentarni TV film)
- Najpomembnejše se sporoča v tišini (1992, kratki dokumentarni TV film)
- Šalamun v Babilonu (1992, kratki dokumentarni TV film)
- Opera mobile (1992, kratki dokumentarni TV film)
- Za resnični konec vojne (1991, celovečerni dokumentarni TV film)
- Rogenrol - za resnični konec vojne (1991, celovečerni dokumentarni TV film)
- Veter v mreži (1990, celovečerni igrani film)
- Krka včeraj-danes-jutri (1987, kratki dokumentarni film)
- Ovni in mamuti (1985, igrano dokumentarni)
- Kmetijskega proizvajalca Mikolaša prvi dopust (1984, kratki igrani film)
- Opre Roma - Pamet v roke, ko boš v drugo ustvarjal svet (1983, celovečerni dokumentarni film)
- Jonov let (1981, celovečerni igrani TV film)
- Ristanc (1981, kratki igrani film)
- Pogled stvari (1979, kratki igrani eksperimentalni film)
- Vinogradniki (1979, kratki dokumentarni učni film)
- Xenia na gostovanju (1975, eksperimentalni)
- Posebna šola (1972, kratki dokumentarni film)